# Casupá
Casupá ist eine Stadt in Uruguay.

## Geographie
Casupá befindet sich auf dem Gebiet des Departamento Florida in dessen Sektor 2 in der Cuchilla del Chamizo. Nächstgelegene Ansiedlungen sind im Südwesten Fray Marcos und Reboledo im Norden. Südlich Casupás entspringt der Arroyo Latorre, östlich fließt der Arroyo Sauce de Casupá vorbei.

## Geschichte
Am 5. Juli 1956 wurde Casupá durch die gesetzliche Regelung des Ley No. 12.297 als Villa eingestuft.

## Infrastruktur
Durch den Ort führt die Ruta 7. Zudem verläuft die Eisenbahnstrecke Toledo–Rio Branco durch Casupá.

## Einwohner
Die Einwohnerzahl von Casupá beträgt 2.402 (Stand: 2011), davon 1.136 männliche und 1.266 weibliche.
| Jahr | Einwohner |
| ---- | --------- |
| 1963 | 2.047     |
| 1975 | 2.330     |
| 1985 | 2.351     |
| 1996 | 2.593     |
| 2004 | 2.668     |
| 2011 | 2.402     |

Quelle: Instituto Nacional de Estadística de Uruguay

## Söhne und Töchter der Stadt
- Alberto Velázquez (* 1934), Radrennfahrer
- Danilo Arbilla (* 1943), Journalist